# جزیره باترست (نوناووت)
جزیره باترست (نوناووت) (به انگلیسی: Bathurst Island (Nunavut)) یک جزیره در کانادا است که در نوناووت واقع شده‌است.

## خصوصیات
جزیره باترست ۱۶٬۰۴۲ کیلومترمربع مساحت و ۰ نفر جمعیت دارد.